# Apolonije iz Perge
Apolonije iz Perge (grč. Ἀπολλώνıος ὁ Περγαĩος, Apollṓnios ho Pergaĩos; ?, 262. pr. Kr. – ?, 190. pr. Kr.), grčki matematičar, nazvan veliki geometar. Studirao je u Aleksandriji, radio u Efezu i Pergamu. U svojem glavnom djelu Elementi konika u 15 knjiga temeljito je obradio teoriju presjeka stošca (oko 400 poučaka). Sačuvane su prve četiri knjige na grčkome, tri u arapskome prijevodu, dok ih je osam izgubljeno. Prvi je za konike upotrijebio nazive elipsa i hiperbola (naziv parabola dolazi od Arhimeda) i ustanovio da se sve te tri vrste presjeka mogu dobiti presijecanjem stošca ravninom. Po njem je nazvan krater na Mjesecu (Apollonius (krater)).

## Apolonijev problem
Apolonijev problem je konstrukcijski geometrijski zadatak što ga je prvi postavio i riješio Apolonije u djelu Elementi konika, a glasi: konstruiraj sve kružnice u ravnini koje dodiruju tri zadane kružnice; zadatak se može riješiti elementarno, to jest upotrebom ravnala i šestara. 

## Apolonijeva kružnica
Apolonijeva kružnica je skup točaka u ravnini za koje je omjer udaljenosti od dviju zadanih točaka A i B stalan; ako je taj omjer jednak jedinici, Apolonijeva kružnica svodi se na simetralu dužine AB. 

## Apolonijeva mreža
Apolonijeva mreža je fraktal generiran od kružnica tako da svaka kružnica tangira susjedne kružnice. Njegova je fraktalna dimenzija približno 1,3057. 